# Eternium (fictieve planeet)
Eternium is een fictieve planeet uit de Amerikaanse animatieserie Futurama. Het hemellichaam is de thuisplaneet van de Nibblonians, een oud ras van kleine buitenaardse wezens met drie ogen.
Eternium komt voor in twee afleveringen: "The Day the Earth Stood Stupid" en "The Why Of Fry". De planeet zou volgens de verhalen precies in het centrum van het universum liggen. Daar de Nibblonians al 17 jaar voor de oerknal bestonden, is de planeet Eternium mogelijk nog ouder.
Het bekendste bouwwerk op Eternium is de “Hall of Forever” (hal van altijd), die zich “tien mijl ten westen van het exacte centrum van het universum” bevindt. Daar de hal zich op het oppervlak van de planeet bevindt, doet dit vermoeden dat de planeet slechts een straal van 10 mijl heeft (ervan uitgaand dat het centrum van de planeet zich in het centrum van het universum bevindt). De zwaartekracht van de planeet bevestigt dit echter niet. Het is dus mogelijk dat de planeet zich toch niet precies in het centrum van het universum bevindt. Een andere mogelijkheid is dat de planeet een zeer grote dichtheid heeft.